# شوهي أكاساكي
شوهي أكاساكي (1 سبتمبر 1991 في كاغوشيما في اليابان – )؛ هو لاعب كرة قدم ياباني سابق كان يلعب كمهاجم.

## وصلات خارجية
- شوهي أكاساكي على موقع الاتحاد الدولي (مؤرشف)  (الإنجليزية)
- شوهي أكاساكي على موقع رابطة كرة القدم اليابانية للمحترفين (اليابانية)
- شوهي أكاساكي على موقع قاعدة بيانات كرة القدم.إي يو (الإنجليزية)
- شوهي أكاساكي على موقع Soccerway.com (الإنجليزية)
- شوهي أكاساكي على موقع عالم كرة القدم.نت (الإنجليزية)
- شوهي أكاساكي على موقع كووورة
- شوهي أكاساكي على موقع AS.com (الإسبانية)